# Carl Swartz
Carl Johan Gustaf Swartz (5. juni 1858 i Norrköping, Sverige – 6. november 1926 i Stockholm) var en svensk embedsmand, erhvervsmand og konservativ politiker, der var Sveriges statsminister fra den 30. marts til 19. oktober 1917. 